# Spinomantis bertini
A Spinomantis bertini  a kétéltűek (Amphibia) osztályába és  a békák (Anura) rendjébe, az aranybékafélék (Mantellidae) családjába tartozó faj. 

## Előfordulása
Madagaszkár endemikus faja. A sziget délkeleti részén, a Ranomafana Nemzeti Parktól az Andonahela Nemzeti Parkig, 500–1300 m-es tengerszint feletti magasságban honos.

## Nevének eredete
Nevét Léon Bertin francia zoológus tiszteletére kapta.

## Taxonómiai besorolása
A fajt Guibé írta le 1947-ben, akkor ő a Gephyromantis nembe sorolta. A faj 1979-ben Rose Marie Antoinette Blommers-Schlösser  áthelyezte a Mantidactylus nembe. Később Alain Dubois a Spinomantis alnembe helyezte, mely 2006-ban kapott önálló nem rangot.

## Megjelenése
Kis méretű Spinomantis faj. A hímek mérete 22–23 mm, a nőstényeké 25–28 mm. Színe jellegtelen, barnás, sötét pettyekkel, oldala sötétebb, világosabb foltokkal. Lábainak felső fele fehér, feltűnő keskeny fekete csíkokkal. Hasi oldala fehér, sötét pettyekkel, melyek a törka környékén nagyjából kör alakúak, a hasa felé elnyúltak. bőre sima. Hallószerve nagyon feltűnő, mérete szeméének fele. Úszóhártyája kezdetleges. Ujjai végék korongok láthatók. A hímek elnyúlt combmirigyei jól láthatók.

## Természetvédelmi helyzete
A vörös lista a mérsékelten fenyegetett fajok között tartja nyilván. Elterjedési területe kisebb mint 2000 km², élőhelyének mérete csökken, minősége fokozatosan romlik. Több védett területen is megtalálható: a Ranomafana Nemzeti Parkban, az Andonahela Nemzeti Parkban, az Andringitra Nemzeti Parkban és a Pic d'Ivohibe Rezervátumban.